# Comandante generale dell'Esercito delle Due Sicilie
Il Comandante generale, poi Capitano generale del Real Esercito era il titolo assunto dal Re delle Due Sicilie, o in alternativa, dal suo erede, il Duca di Calabria, quando veniva posto al comando dell'esercito di terra del Regno.

## Storia
Con l'istituzione del Regno delle due Sicilie, l'esercito di Napoli assorbì quello di Sicilia, carente rispetto a competenza ed uomini. Fu necessario uniformare le leggi ereditate dai due regni e riordinare quindi la struttura delle forze armate. Fu creato un "Supremo consiglio di guerra" composto da generali dei due eserciti; ma quelli dell'ex Regno di Napoli, per lo più murattiani, premevano per conservare le regole introdotte a Napoli durante il periodo napoleonico, fra cui la coscrizione, mentre quelli dell'ex Regno di Sicilia vi si opponevano.
Già nel 1819, con un decreto regio, vi fu una riorganizzazione generale dell'esercito che poi, dopo i moti del 1820, fu necessario riformare ulteriormente. In quel periodo di restaurazione del potere, il comando fu assunto dall'allora Francesco, duca di Calabria, che era luogotenente generale in Sicilia e principe reggente, per conto del restaurato re Ferdinando I. Il titolo assunto da Francesco era quello di Comandante supremo dell'esercito, ereditato dal Regno di Napoli.
Fu con Ferdinando che il titolo cambio in Capitano generale, già assunto da principe erede nel 1827. Con le riforme del 1830 fu poi abolito definitivamente il Comando generale e le sue funzioni passarono al Ministero della guerra, dipendente dal re in qualità di Capitano generale; Furono istituiti due comandi generali, di Napoli e Palermo, che insieme costituivano lo Stato Maggiore dell'esercito, guidato dal tenente generale di Napoli.

## Cronotassi
| Ritratto | Nome e Cognome               | Titolo                                                     | Incarico           | Mandato                           |
| -------- | ---------------------------- | ---------------------------------------------------------- | ------------------ | --------------------------------- |
|          | Francesco, duca di Calabria  | Principe reggente ed erede Luogotenente generale del Regno | Comandante supremo | 12 dicembre 1816 – 4 gennaio 1825 |
|          | Francesco I                  | Re delle Due Sicilie                                       | Comandante supremo | 4 gennaio 1825 – 29 maggio 1827   |
|          | Ferdinando, duca di Calabria | Principe erede                                             | Capitano generale  | 29 maggio 1827 – 8 novembre 1830  |
|          | Ferdinando II                | Re delle Due Sicilie                                       | Capitano generale  | 8 novembre 1830 – 22 maggio 1859  |
|          | Francesco II                 | Re delle Due Sicilie                                       | Capitano generale  | 22 maggio 1859 – 20 marzo 1861    |